# فلسطينيو هايتي
الهايتيون الفلسطينيون، هم مواطنو هايتي من أصول فلسطينية أو هم الفلسطينيون الذين يحملون الجنسية الهايتية.

## شخصيات بارزة
- أنطونيو إزميري، رجل أعمال ثري وناشط سياسي، اغتيل
- عيسى السائح، قائد فرقة جاز، موسيقي ورسام
- نتالي حنظل، كاتبة وكاتبة مسرحيات وشاعرة، فازت بالعديد من الجوائز